# HC-9

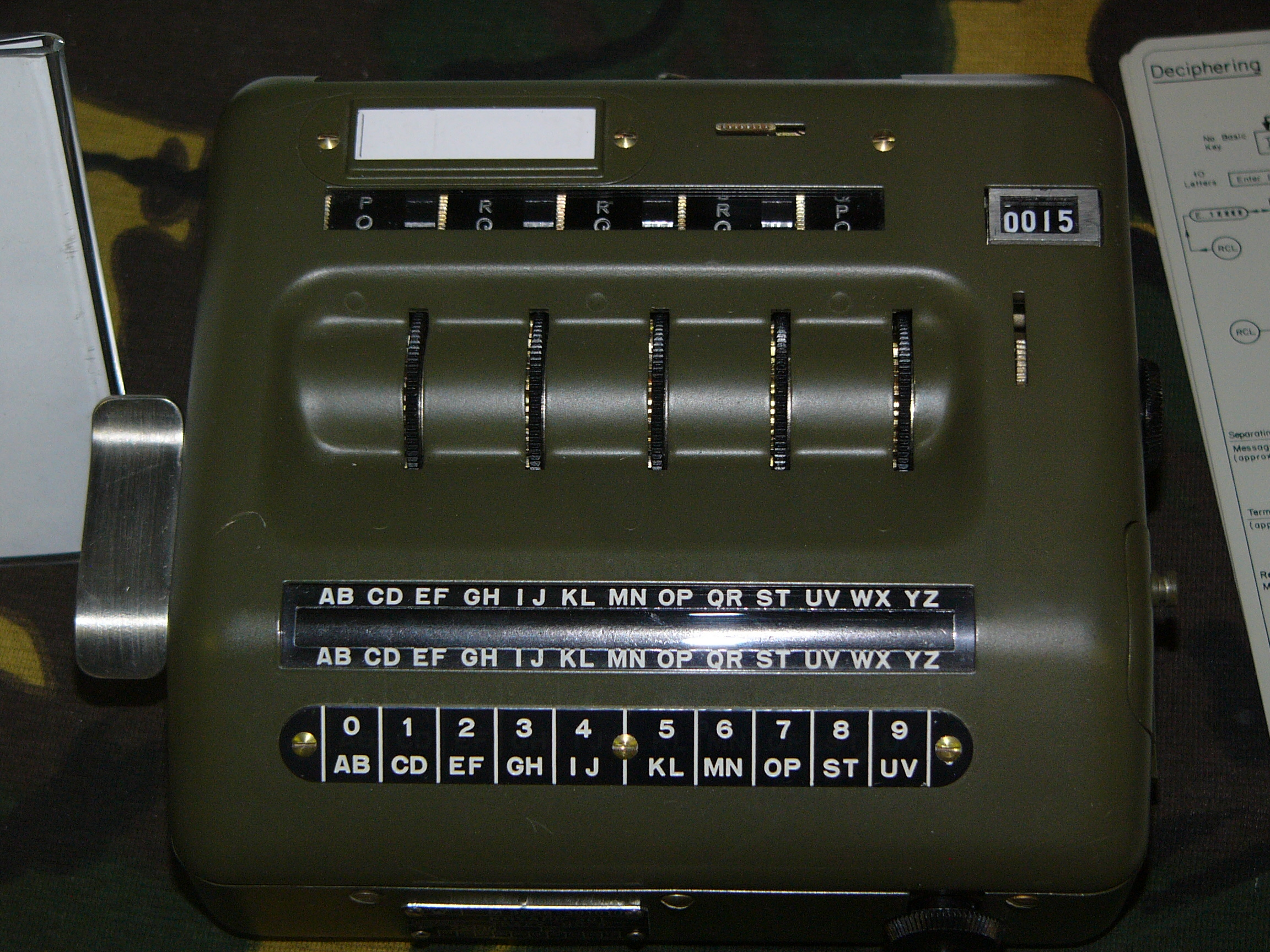
Une HC-9 à Bletchley Park.

La HC-9 était une machine de chiffrement mécanique fabriquée par la société suédoise AB Transvertex. La HC-9 a été conçue après la Seconde Guerre mondiale et vraisemblablement renommée pendant son exploitation jusqu'aux années 1970. Cette machine était utilisée pour des communications de faible niveau de sécurité.

## Opération
La HC-9 utilisait des cartes perforées au lieu des roues de chiffrement dentées des autres appareils (par exemple, la Hagelin M-209).